# Agrodiaetus fabressei
Agrodiaetus fabressei är en fjärilsart som beskrevs av Charles Oberthür 1910. Agrodiaetus fabressei ingår i släktet Agrodiaetus och familjen juvelvingar. Inga underarter finns listade i Catalogue of Life.